# Antonio Bonadies
Antonio Bonadies (Andria, 25 gennaio 1899 – Andria, 16 giugno 1994) è stato un politico e medico italiano.

## Biografia
Fu medico e docente universitario. È stato senatore con la Democrazia Cristiana per quattro legislature consecutive, rimanendo in carica dal 1958 al 1976. Fu anche sottosegretario alla ricerca scientifica nei primi due governi di Mariano Rumor, dal dicembre 1968 al marzo 1970 .
Morì all'età di 95 anni il 16 giugno 1994.